# Casa Caetano de Campos
La Casa Caetano de Campos, ubicada en São Paulo (Brasil). Inaugurado el 2 de agosto de 1894 durante un período de grandes inversiones en el sector educativo, el edificio fue desarrollado para albergar la Primera Escuela Normal de la Capital, que pasó a denominarse Escola Normal Caetano de Campos en honor al médico y profesor Antônio Caetano de Campos, director de la institución durante el período en que se llevó a cabo la reforma de la educación paulista. Además, en 1934, funcionó como soporte para la implantación de la Universidad de São Paulo y albergó por un tiempo la Facultad de Filosofía, Ciencias y Letras.
Luego de que las dos unidades docentes fueran trasladadas del lugar y realizada una importante remodelación en su estructura hacia 1978, el inmueble pasó a funcionar como sede de la Secretaría de Educación del Estado de São Paulo y alberga, hasta hoy, a los empleados del Ministerio de Educación.. Incluso se discutió su demolición en los años 70, cuando el proyecto de implantación de la línea roja del metro de São Paulo sugirió la construcción de la Estación República en sus inmediaciones. La propuesta fue rechazada y el edificio fue catalogado como patrimonio histórico por el Condephaat en 1978, dada su relevancia arquitectónica e histórica.

## Historia

### Contexto
En 1834, cuando Brasil aún estaba dividido en provincias administrativas, una ley adicional confirió a las llamadas Asambleas Legislativas Provinciales el poder de decidir sobre la instrucción pública en su propio territorio. Esto le permitió a cada organismo a implementar medidas y crear establecimientos específicos para administrar su región, lo cual impactó directamente en la organización del sistema educativo del país, que estaba ligado a las iniciativas individuales de cada provincia. Así, fue a partir de esa época que, sin obedecer a ninguna sistematización entre las provincias, comenzaron a fundarse las primeras escuelas normales brasileñas (en 1835 en Río de Janeiro, en 1840 en Minas Gerais y en 1841 en Bahía).
Siguiendo la misma lógica, la primera Escola Normal de São Paulo se instaló en 1846 en un edificio anexo a la catedral Sé, en la Zona Central de São Paulo, con el objetivo de promover la educación primaria en la región. Bajo el mando de Manuel José Chaves, primer profesor y director de la institución, la unidad estaba destinada únicamente al público masculino, recibía aproximadamente a estudiantes de dieciséis años y matriculaba un promedio de once a veintiún jóvenes por año. El curso, integrado por materias como gramática, aritmética, caligrafía, religión y nociones pedagógicas, también permitía a sus graduados ejercer cargos de instrucción básica sin necesidad de aprobación por concursos. Sin embargo, dada la falta de inversión pública en la educación brasileña y la gran precariedad material que se enfrentaba dentro de las aulas, las actividades de la institución se detuvieron en 1867.
Ocho años después de su cierre, la Escuela Normal tuvo que ser reinaugurada debido a la ley de enseñanza obligatoria, promulgada el 22 de marzo de 1874. La decisión, además de someter a todos los niños de siete a catorce años y niñas de siete a once años al sistema educativo, incentivó la instalación de al menos una escuela primaria en cada aldea y ciudad de la provincia de São Paulo. Durante este período, la Escola Normal funcionó en un ala de la Facultad de Derecho de Largo São Francisco y comenzó a aceptar estudiantes de ambos sexos, aunque todavía hay una gran distinción entre los planes de estudio, los lugares y los tiempos de estudio. Desde su segunda apertura hasta 1878, cuando volvió a cerrarse, se matricularon 124 niños y 90 niñas, de los cuales una parte importante obtuvo la licencia para trabajar como educador.
Paralizada nuevamente tras alegar precarias instalaciones, material didáctico insuficiente y baja asistencia de los alumnos, la escuela de formación de maestros sólo reinició sus operaciones en 1880 por intervención del propio Laurindo Abelardo de Brito, entonces presidente de la Provincia de São Paulo. Esta vez, la institución se instaló en la Rua do Tesouro, donde funcionó dentro del edificio del Foro Civil de São Paulo, y luego se trasladó a la Rua da Boa Morte, ahora conocida como Rua do Carmo, también en el centro de la ciudad. Extendido a tres años, el curso fue impartido por cinco profesores y albergaba, en un edificio anexo, dos escuelas preparatorias, una para hombres y otra para mujeres. Para trabajar en ellos, los profesores fueron reclutados a través de concursos y nombramientos.
Con el crecimiento de esta práctica y, consecuentemente, la necesidad de profesionales para preparar eficientemente a los alumnos de primaria, el Partido Republicano de la época organizó una nueva propuesta educativa, sugiriendo cambios en el reglamento interno de la Escola Normal de São Paulo. El documento, escrito por el periodista Francisco Rangel Pestana, entró en vigencia en la provincia luego de la Proclamación de la República de Brasil, en 1889, recreando la Escuela Normal de la Capital e implementando el concepto de escuelas modelo a partir del método intuitivo de enseñanza propuesto por el pedagogo Johann Heinrich Pestalozzi.
Fue a partir del cambio en el escenario político brasileño que la educación paulista, hasta entonces sin una aparente sistematización y centrada en rasgos como la imposición de la obediencia y la elitización del acceso al conocimiento, pasó a seguir concepciones más liberales y priorizó la secularización de la educación primaria, además de una difusión más expansiva del conocimiento académico. El principal objetivo de esta reforma metodológica fue mejorar la calidad de la enseñanza y, a largo plazo, graduar cada vez más personas capacitadas para trabajar en el sistema educativo. Así, tanto el plan de estudios de la Escuela Normal como su dirección sufrieron cambios, incluyendo asignaturas de introducción a las ciencias más profundas y eligiendo al doctor Antonio Caetano de Campos como nuevo director de la unidad. La postulación para el cargo llegó a través del propio Rangel Pestana, quien años antes había estudiado con Campos.
La nueva organización, puesta en práctica a partir de 1890, transformó también a los colegios que ya funcionaban como anexos a la Normal en escuelas modelo, dentro de las cuales se ensayaban e implementaban en el día a día de la escuela primaria las innovaciones impartidas en el aula para los futuros maestros. Con el paso del tiempo y la prueba de su eficacia, la medida fue ampliada y, por medio de la ley número 88, de 8 de septiembre de 1892, pasó a abarcar toda la educación pública del Estado de São Paulo. Sirviendo como ejemplo pedagógico, se basó en que los estatutos de la educación paulista establecían la obligación de sus empleados de asistir a la Escuela Normal de São Paulo para que, posteriormente, pudieran aplicar en el aula todas las técnicas allí adquiridas.
La Escuela Normal desarrolló sus actividades en el lugar hasta 1894, cuando surgió la necesidad de crear un espacio definitivo y adecuado para albergarla. En 1890, entonces, el gobierno provincial destinó parte de su presupuesto a la construcción de un edificio que sólo serviría para albergar la escuela preparatoria y sus colegios modelo.

### Construcción

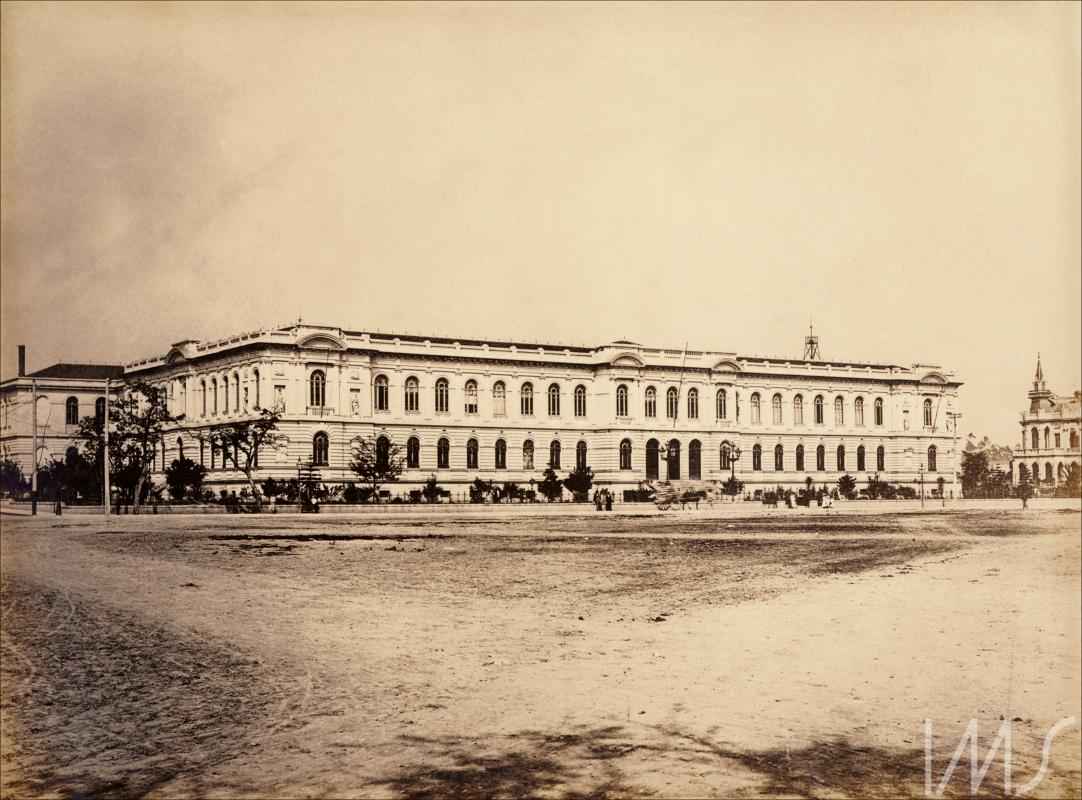
Fachada de la Escola Normal de São Paulo, en Plaza de la República, en 1900

El edificio destinado a la Primera Escuela Normal de São Paulo tuvo el proyecto autorizado en 1890 a través de un decreto firmado por el entonces actual presidente de la Provincia, Prudente de Moraes, interesado en continuar la política de mejoramiento de la educación paulista. Su plan, iniciado por el superintendente de Obras Públicas, Antonio Francisco de Paula Souza, y desarrollado posteriormente por los arquitectos Francisco de Paula Ramos de Azevedo y Domiziano Rossi, siguió un estilo arquitectónico neoclásico. Fue en esta época cuando la Escola Normal pasó a denominarse también Instituto Caetano de Campos, en homenaje a su director.
Instalada en la Plaza de la República, en un terreno del centro de São Paulo perteneciente al Ayuntamiento, la institución se componía originalmente de una sola ala principal y dos pabellones independientes, donde se implantaron escuelas modelo meses después de la inauguración en 1894. A lo largo de los años, el Instituto pasó por algunas remodelaciones y, alrededor de 1930, ganó otra ala, albergando por un tiempo la Facultad de Filosofía, Ciencias y Letras de la Universidad de São Paulo.

### Estación de metro República
Durante su funcionamiento, hacia 1975, el proyecto de ampliación del transporte público de la capital planteó la demolición del edificio principal de la Escuela Caetano de Campos para que, en la plaza donde estaba ubicada, se construyera la Estación República de la Línea 3-Roja del Metro de São Paulo. Esta propuesta fue presentada por el presidente de la Companhia do Metropolitano de São Paulo, Plínio Assman, quien la justificó alegando que la instalación del referido punto en cualquier otro lugar tendría costos muy elevados. Informes elaborados y publicados en su momento por los equipos técnicos del Metro también indicaban que, para proceder con dicha construcción, el edificio tendría que ser demolido.
El cambio terminó por causar gran conmoción popular, movilizar a la opinión pública e iniciar una campaña a favor de la preservación del lugar, lo que motivó que el Condephaat realizara un amplio estudio de respecto del inmueble para que su reconocimiento como patrimonio histórico sea posible a la mayor brevedad.
La destrucción de la propiedad solo se evitó después de que la agencia de conservación contactó al ingeniero londinense John Whitifield, quien estudió la situación y concluyó que el proceso de demolición del edificio no sería necesario para continuar con la expansión de la red de transporte del Estado.
En medio del inicio de las obras del Metro en el sitio, el edificio fue catalogado por Condephaat en 1978.

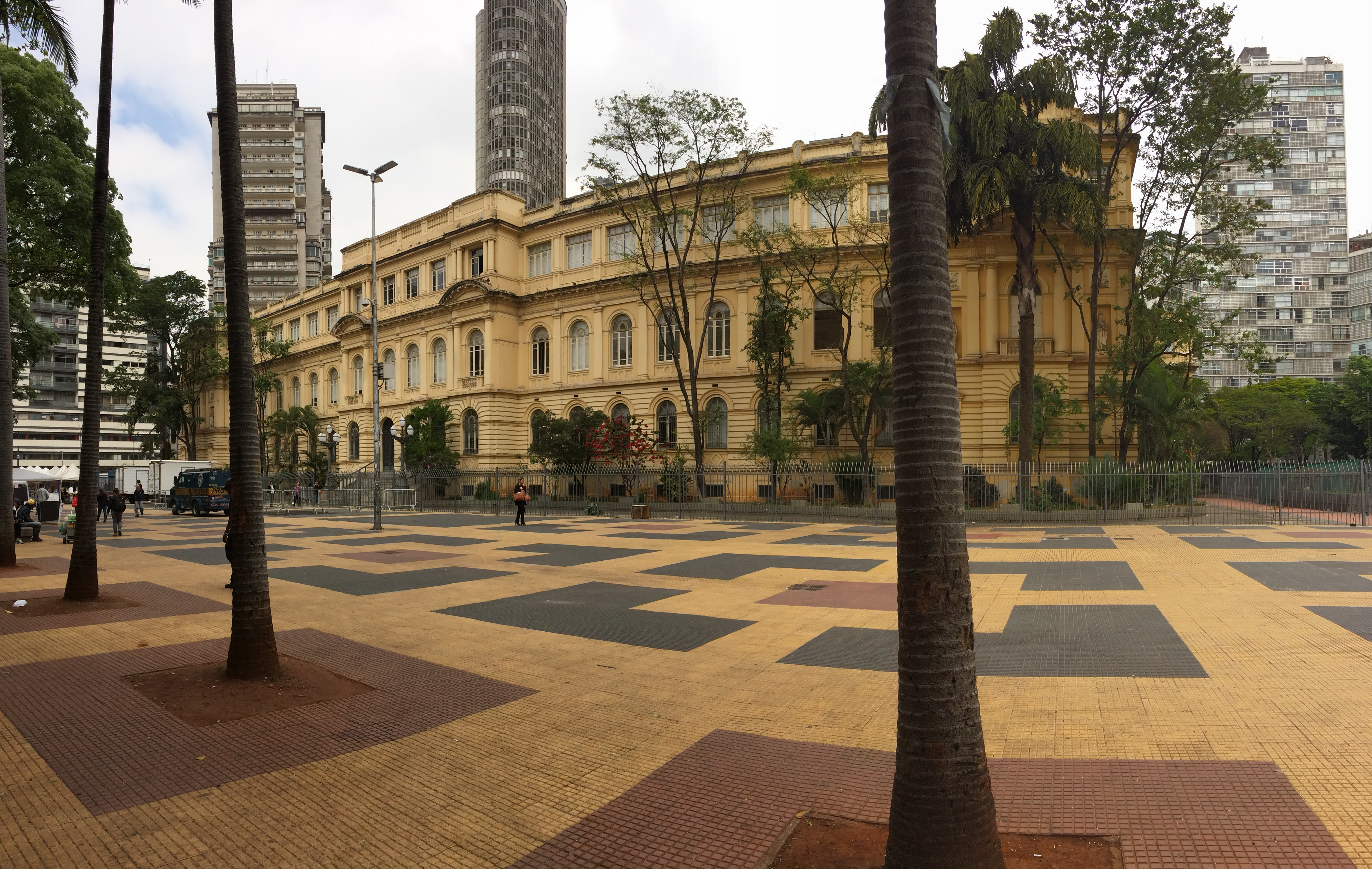
Vista lateral de la Casa Caetano de Campos, en Plaza de la República

### Secretario de Educación del Estado de São Paulo
En 2003, el Palacio de las Industrias se convirtió en la sede del Departamento de Educación del Estado. La decisión fue tomada durante la administración del gobernador Geraldo Alckmin y fue publicada en el Diario Oficial del Estado de São Paulo el 19 de mayo de 2003. Este cambio se realizó con la intención de que la antigua Escuela Normal de la Capital fuera reubicada en un edificio nuevo y mejor preparado para recibir a los estudiantes y personal de la institución. A pesar de esta medida, enfrenté cierta resistencia por parte de la Asociación de Padres y Maestros (APM) de Caetano de Campos, la escuela fue trasladada a un edificio en la Rua Pires da Mota, en el barrio de Aclimação, donde permanece hasta el día de hoy.

## Arquitectura
El edificio del Instituto Caetano de Campos es considerado un gran ejemplo del estilo arquitectónico neoclásico. El proyecto es una de las numerosas obras del arquitecto Ramos de Azevedo que se encuentran repartidas por la región central de la ciudad de São Paulo. El edificio cuenta con 225 ventanas, 86 m de ancho y 37 de profundidad en los pabellones laterales, además de un sótano habitable.
Originalmente de dos plantas, con una planta baja para albergar la sección de talleres y otra suspendida para las aulas teóricas y la administración escolar, el edificio se dividió en dos sectores independientes para separar el ala masculina de la femenina, cada uno con áreas reservadas para la Escuela Normal y la escuela modelo. Entre 1897 y 1909, el edificio sufrió dos importantes ampliaciones, ganando dos plantas anexas que permitieron la construcción de unas cuarenta habitaciones a lo largo de los años.
A fines de la década de 1930, el edificio ganó un nuevo piso para albergar la Facultad de Filosofía, Ciencias y Letras de la Universidad de São Paulo. Se realizó una nueva remodelación en 1979, cuando el edificio pasó a albergar la Secretaría de Educación del Estado de São Paulo.

## Importancia histórica y cultural

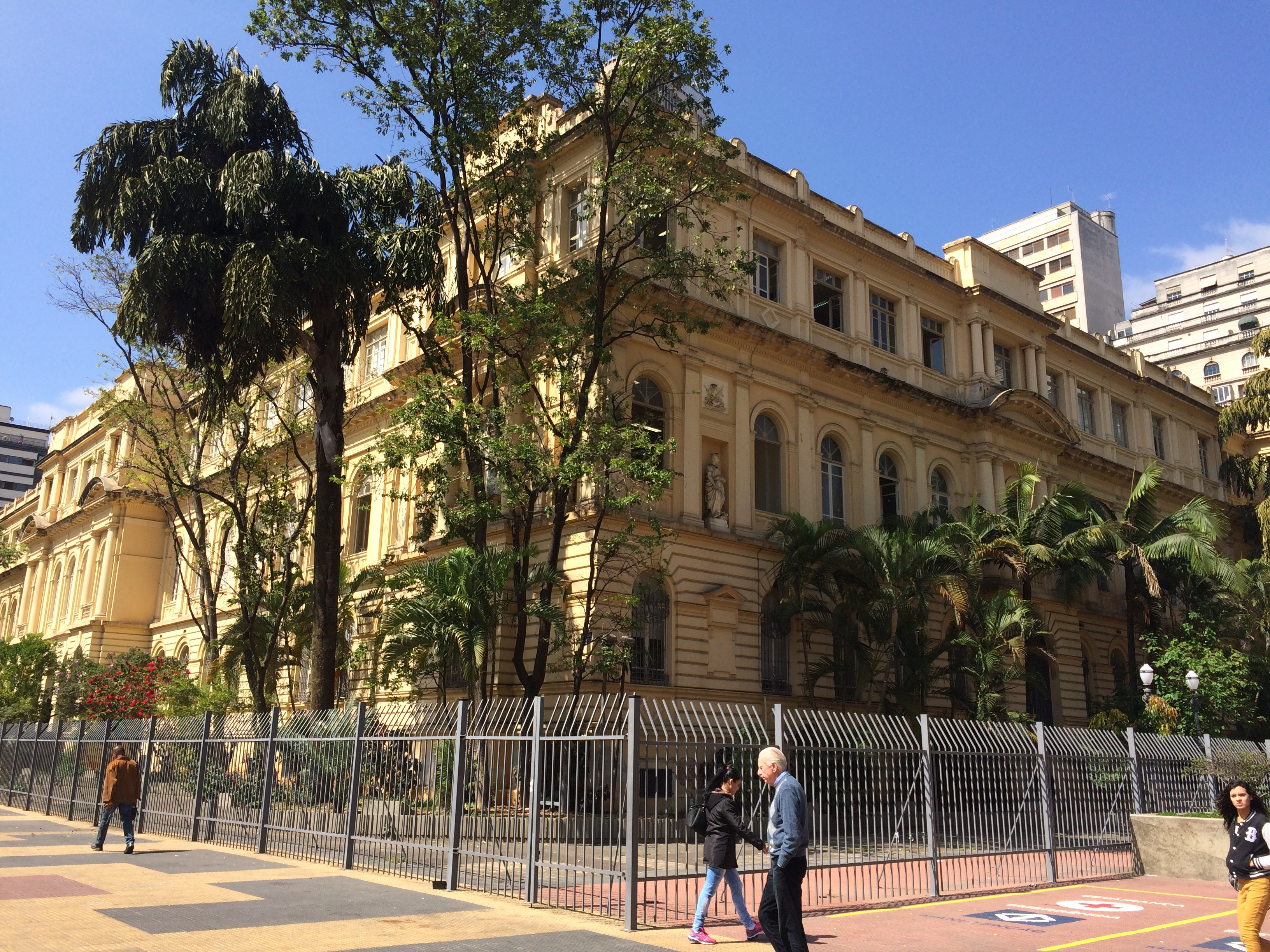
Vista de la fachada lateral

La importancia atribuida a la Casa Caetano de Campos está directamente relacionada con el proceso de perfeccionamiento y sistematización de la educación primaria en São Paulo, iniciado alrededor de 1889.
Habiendo funcionado como sede de la Escola Normal de São Paulo, el edificio es visto como una referencia a una época en que grandes inversiones se dirigían al sector educativo del estado y, en consecuencia, se realizaron numerosas mejoras para estudiantes y empleados de la educación pública.

#### Declarción patrimonial
Mediante Resolución de 26 de noviembre de 1975 del Condephaat, se publicó en el Diario Oficial del Estado de São Paulo la catalogación de Casa Caetano de Campos como monumento histórico en junio de 1976.
El documento está digitalizado en su totalidad y el proceso de cotización del edificio está abierto para su consulta en línea.